# Дуальний базис
В лінійній алгебрі, дуальний базис (спряжений базис) це множина векторів, що формують базис для спряженого простору векторного простору. Для векторного простору скінченної розмірності V дуальний простір V* ізоморфний до V, для будь-якої даної множини базисних векторів {e1, …, en} V, існує відповідний дуальний базис {e1,…,en} V* із співвідношенням
{\displaystyle \mathbf {e} ^{i}(\mathbf {e} _{j})={\begin{cases}1,&{\text{if }}i=j\\0,&{\text{if }}i\neq j{\text{.}}\end{cases}}}
Іншими словами, ми можемо записувати вектори у n-вимірному векторному просторі V як n×1 колонкові матриці та елементи дуального простору V* як 1×n рядкові матриці, що діють як лінійні функціонали за допомогою добутку матриць зліва.
Наприклад, стандартні базисні вектори R2 (Декартова система координат) є наступними:
{\displaystyle \{\mathbf {e} _{1},\mathbf {e} _{2}\}=\left\{{\begin{pmatrix}1\\0\end{pmatrix}},{\begin{pmatrix}0\\1\end{pmatrix}}\right\}}
і стандартні базисні вектори дуального простору R2* наступні
{\displaystyle \{\mathbf {e} _{1}',\mathbf {e} _{2}'\}=\left\{{\begin{pmatrix}1&0\end{pmatrix}},{\begin{pmatrix}0&1\end{pmatrix}}\right\}{\text{.}}}
У 3-вимірному просторі для даного базису {e1, e2, e3} можна знайти біортогональний (дуальний) базис за наступними формулами:
{\displaystyle e_{1}^{*}={\frac {\left[e_{2};e_{3}\right]}{\left(e_{1};e_{2};e_{3}\right)}},e_{2}^{*}={\frac {\left[e_{3};e_{1}\right]}{\left(e_{1};e_{2};e_{3}\right)}},e_{3}^{*}={\frac {\left[e_{1};e_{2}\right]}{\left(e_{1};e_{2};e_{3}\right)}}}
Наприклад для стандартного базису в  {\displaystyle \mathbb {R} ^{3}}  {e1, e2, e3}:
{\displaystyle \mathbf {i} =e_{1}={\begin{pmatrix}1\\0\\0\end{pmatrix}},\quad \mathbf {j} =e_{2}={\begin{pmatrix}0\\1\\0\end{pmatrix}},\quad \mathbf {k} =e_{3}={\begin{pmatrix}0\\0\\1\end{pmatrix}}}
базисні вектори дуального простору {\displaystyle \mathbb {R} ^{3}}* отримуються аналогічно
{\displaystyle \{\mathbf {e} _{1}^{*},\mathbf {e} _{2}^{*},\mathbf {e} _{3}^{*}\}=\left\{{\begin{pmatrix}1&0&0\end{pmatrix}},{\begin{pmatrix}0&1&0\end{pmatrix}},{\begin{pmatrix}0&0&1\end{pmatrix}}\right\}{\text{.}}}